# Perissus perfluus
Perissus perfluus är en skalbaggsart som beskrevs av Holzschuh 2003. Perissus perfluus ingår i släktet Perissus och familjen långhorningar. Inga underarter finns listade i Catalogue of Life.